# تيد بوتير جونيور
تيد بوتير جونيور (بالإنجليزية: Ted Potter, Jr.)‏ هو لاعب غولف أمريكي، ولد في 9 نوفمبر 1983 في أوكالا في الولايات المتحدة.

## وصلات خارجية
- تيد بوتير جونيور على موقع رابطة لاعبي الغولف المحترفين (الإنجليزية)
- تيد بوتير جونيور على موقع التصنيف العالمي الرسمي للغولف (الإنجليزية)